# Begonia paleacea
Espèce
Begonia paleacea est une espèce de plantes de la famille des Begoniaceae.
L'espèce fait partie de la section Monophyllon.
Elle a été décrite en 1871 par Wilhelm Sulpiz Kurz (1834-1878).

## Répartition géographique
Cette espèce est originaire du pays suivant : Myanmar.